# ريغي رودس
ريغي رودس (بالإنجليزية: Reggie Rhodes)‏ هو لاعب كرة قدم أمريكية أمريكي، ولد في 29 أغسطس 1980.